# Jean de Croÿ, II conde de Solre
Jean de Croÿ (Solre-le-Château, 1588-Madrid, 1638), II conde de Solre, barón de Molembaix y marqués de Renty, caballero del Toisón de Oro, fue un político, general y coleccionista de arte de los Países Bajos españoles que ocupó altos cargos bajo los Habsburgo.

## Biografía
Jean de Croÿ fue el hijo mayor de Philippe de Croÿ (1562-1612) y su primera esposa, Anne de Beaufort. Sirvió como gentilhombre de cámara del archiduque Alberto, gobernador de los Países Bajos españoles, y fue capitán de la Infantería de Bruselas. Estaba bien conectado en el Ducado de Borgoña y consolidó su posición en esa región al casarse en 1608 con su prima lejana Marie-Jeanne de Lalaing, baronesa de Montigny. Dado que su madre era la segunda esposa de Philippe de Croÿ, los dos se criaron en la misma casa. En 1614, Jean de Croÿ fue elegido miembro de la Orden del Toisón de Oro, presentado por el archiduque el 27 de abril de 1615, y nombrado en 1616 su chambelán.
Tras su servicio en los Países Bajos sucedió a su tío, el Marqués de Falces como capitán de la Guardia de Archeros flamencos en Madrid. Prestó juramento en este cargo el 8 de mayo de 1624. Como resultado, cambió las reglas de la guardia en 1626. Desde su llegada a España también fue miembro del Consejo de Asuntos Interiores. En este cargo fue nombrado gentilhombre honorario de la cámara del rey el 17 de junio de 1627. Dado que Jean de Croÿ era un aliado confiable de Gaspar de Guzmán, conde-duque de Olivares, fue nombrado miembro del Consejo de los Países Bajos en 1628, presidido por Diego Mexía Felípez de Guzmán. En los años 1619-1636, de Croÿ fue enviado en misiones diplomáticas a Polonia, Francia, el Sacro Imperio Romano Germánico y los Países Bajos en nombre de Felipe IV. En 1622-23 fue alguacil mayor y capitán general del Condado de Henao. En 1624 fue nombrado capitán de la guardia real en España y miembro del Consejo de Estado. En septiembre de 1627 se convirtió en consejero del Consejo Supremo de Flandes en Madrid.
En Madrid, Jean de Croÿ, el conde de Solre, vivía en una casona con jardín en la calle de Alcalá que anteriormente había pertenecido a su tío. De Croÿ era un apasionado de los jardines y, además del de su casa, también poseía uno a orillas del Manzanares, llamado Huerta de Sorá, para los que compró plantas raras. Murió en Madrid en 1638.

## Colección de arte
La gran colección de arte del conde de Solre fue inventariada después de su muerte en 1638 por Félix Castello y Felipe Diricksen, pintor y miembro de la Guardia de Archeros. En el inventario que compilaron solo se identifica la autoría de un reducido número de pinturas, pero proporciona información sobre el alcance y el enfoque de la colección. En la casa de Jean de Croÿ colgaban ciento cincuenta cuadros, de los que sólo seis eran de tema religioso. Otros se encontraban en el pabellón de su jardín, donde también guardaba servicios de plata. La mitad de la colección estaba formada por paisajes, que eran un género bastante nuevo en España. Además, el conde de Solre poseía diversos bodegones, cuadros de género, alegorías y cuadros que representaban a los dioses antiguos. Lo que es inusual es que el inventario no contenga un solo retrato. En realidad, esto no es probable para una persona con una posición en la corte como la que ocupaba Jean de Croÿ. Otras colecciones madrileñas de este período, también de orientación secular, incluían retratos variados. Si el inventario de la colección de Croÿ está completo, entonces el gran retrato que le hizo Juan van der Hamen y León debió estar en posesión de otro miembro de la familia.
La excelente calidad de la colección de Jean de Croÿ queda subrayada por el hecho de que el rey español adquirió 28 de 151 cuadros, entre ellos pinturas de Jan Brueghel el Viejo , Paul de Vos , Pedro Pablo Rubens , Frans Snyders y otros. El rey también adquirió de esta colección los dos bodegones de Juan van der Hamen y León, que probablemente enmarcaban una puerta o incluso estaban montados en sus alas. La individualidad de los dos cuadros se distingue de otras naturalezas muertas del pintor, que están determinadas por esquemas compositivos. Juan van der Hamen probablemente estaba más estrechamente relacionado con el conde de Solre y se le permitió realizar estudios de plantas en sus jardines. La colección de Croÿ también contenía pequeños bodegones de frutas que, con un precio de entre 100 y 150 reales, probablemente también eran de Van der Hamen, pero ciertamente no de pintores flamencos. 